# Satyrus burnettii
Satyrus burnettii är en fjärilsart som beskrevs av Evans 1931. Satyrus burnettii ingår i släktet Satyrus och familjen praktfjärilar. Inga underarter finns listade.